# Amerykanie pochodzenia boliwijskiego
Amerykanie pochodzenia boliwijskiego – obywatele lub rezydenci Stanów Zjednoczonych wywodzący się z Boliwii lub mający boliwijskich przodków. Do grupy Amerykanów pochodzenia boliwijskiego zalicza się wszystkie osoby pochodzące z Boliwii, bez względu na przynależność rasową – Indian, Czarnych i Europejczyków oraz członków niewielkiej wspólnoty Boliwijczyków wywodzących się z Japonii.
Boliwijczycy przybywają do Stanów Zjednoczonych głównie z przyczyn ekonomicznych i politycznych, w poszukiwaniu pracy. Większość Boliwijczyków przybyła do USA na przełomie lat 80. i 90. XX wieku, gdy to w Boliwii doszło do kryzysu gospodarczego. Osiedlali się oni na całym terytorium USA, głównie jednak w Dystrykcie Kolumbii, Maryland i Wirginii (choć istnieją także grupy migrantów którzy zamieszkali w Teksasie, Nowym Jorku, Nowym Jersey, Massachusetts, Chicago i Kalifornii). Liczba Amerykanów pochodzenia boliwijskiego w 2006 była oceniania na 83 322 osoby.